# Sideco
O grupo Sideco é um grupo empresarial da Argentina, com empresas que atuam em diversos ramos, da construção civil à telefonia móvel. O grupo Sideco se confunde com o grupo SOCMA, sendo parte deste, e é ligado à família Macri, do ex prefeito de Buenos Aires, Mauricio Macri , ex presidente da Argentina - 2015-2019.
Possui sedes em vários países do mundo, como Brasil, Chile, Peru, Paraguai e Colômbia. 
Uma das empresas do grupo no Brasil é a Qualix, que faz coleta de lixo em Brasília.